# Sadalbari
Sadalbari (mu Pegasi) is een ster in het sterrenbeeld Pegasus.